# Pydnella monticola
Pydnella monticola är en fjärilsart som beskrevs av Roe 1943. Pydnella monticola ingår i släktet Pydnella och familjen tandspinnare. Inga underarter finns listade.